# Inverdan
Inverdan is een stedenbouwkundig herontwikkelingsprogramma voor het centrum van de Nederlandse stad Zaandam. Er wordt sinds 2003 gebouwd aan de hand van een masterplan dat is ontworpen door de architect Sjoerd Soeters van architectenbureau PPHP. Het project valt op doordat de traditionele Zaanse bouwstijl op een uitvergrote manier is toegepast voor de gevels van verschillende bouwwerken. Ook is de in de negentiende eeuw gedempte stadgracht weer uitgegraven. Doelstelling is het creëren van een modern grootstedelijk centrum met kantoren, winkels, openbare gebouwen zoals een stadhuis en een bibliotheek, woningen, een hotel en een openbaarvervoersknooppunt.

## Betekenis van de naam
Inverdan is een oud Zaans woord met de volgende betekenis: Afwijkend geplaatst van de bebouwing: meer naar achteren. In de Zaanstreek wordt dit woord soms nog gebruikt. Tegenhanger en vrijwel nooit meer gebruikt: Oitwerdan met de betekenis: Afwijkend geplaatst van de bebouwing: meer naar voren.

## Projecten

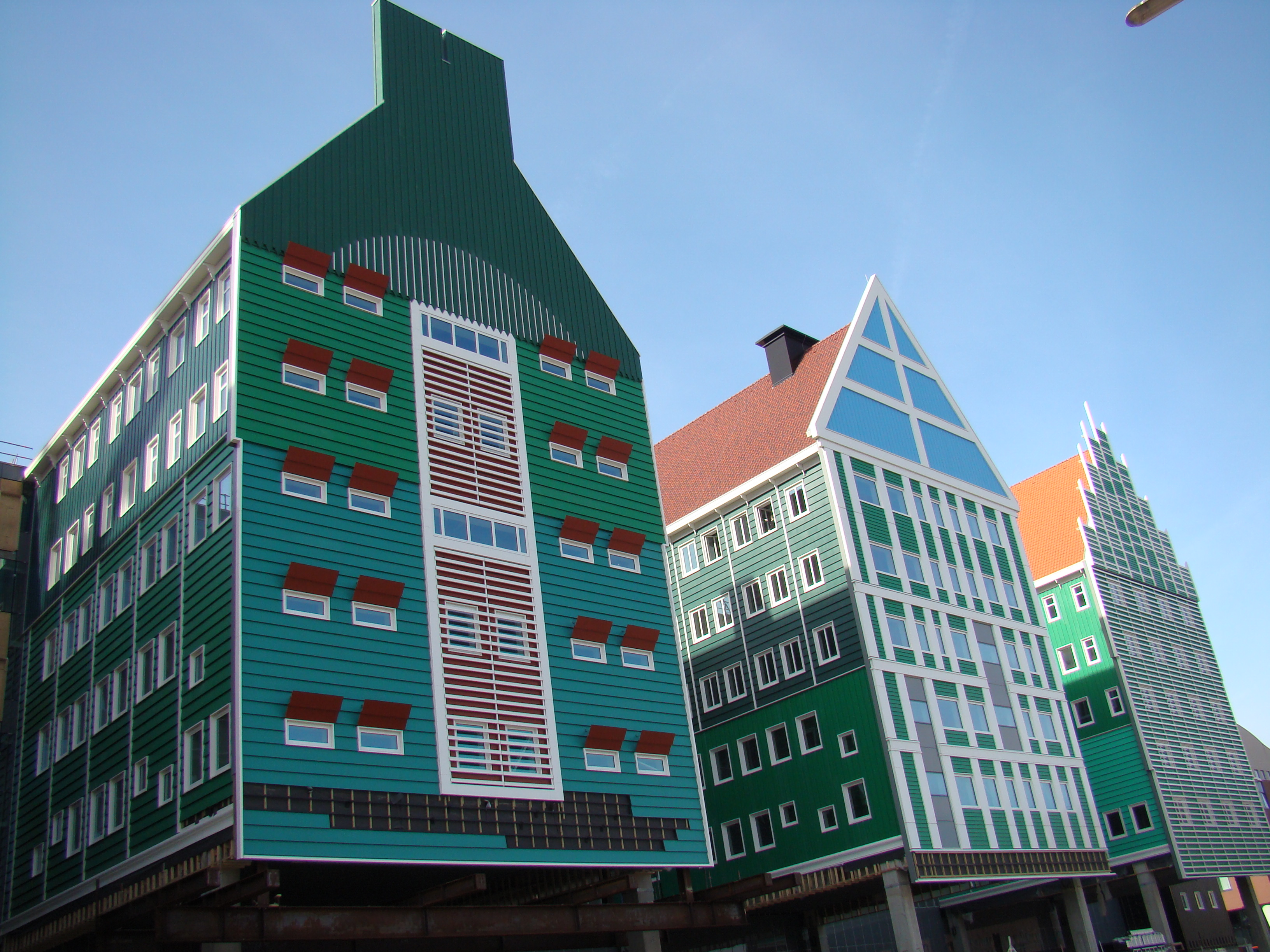
Stadhuis

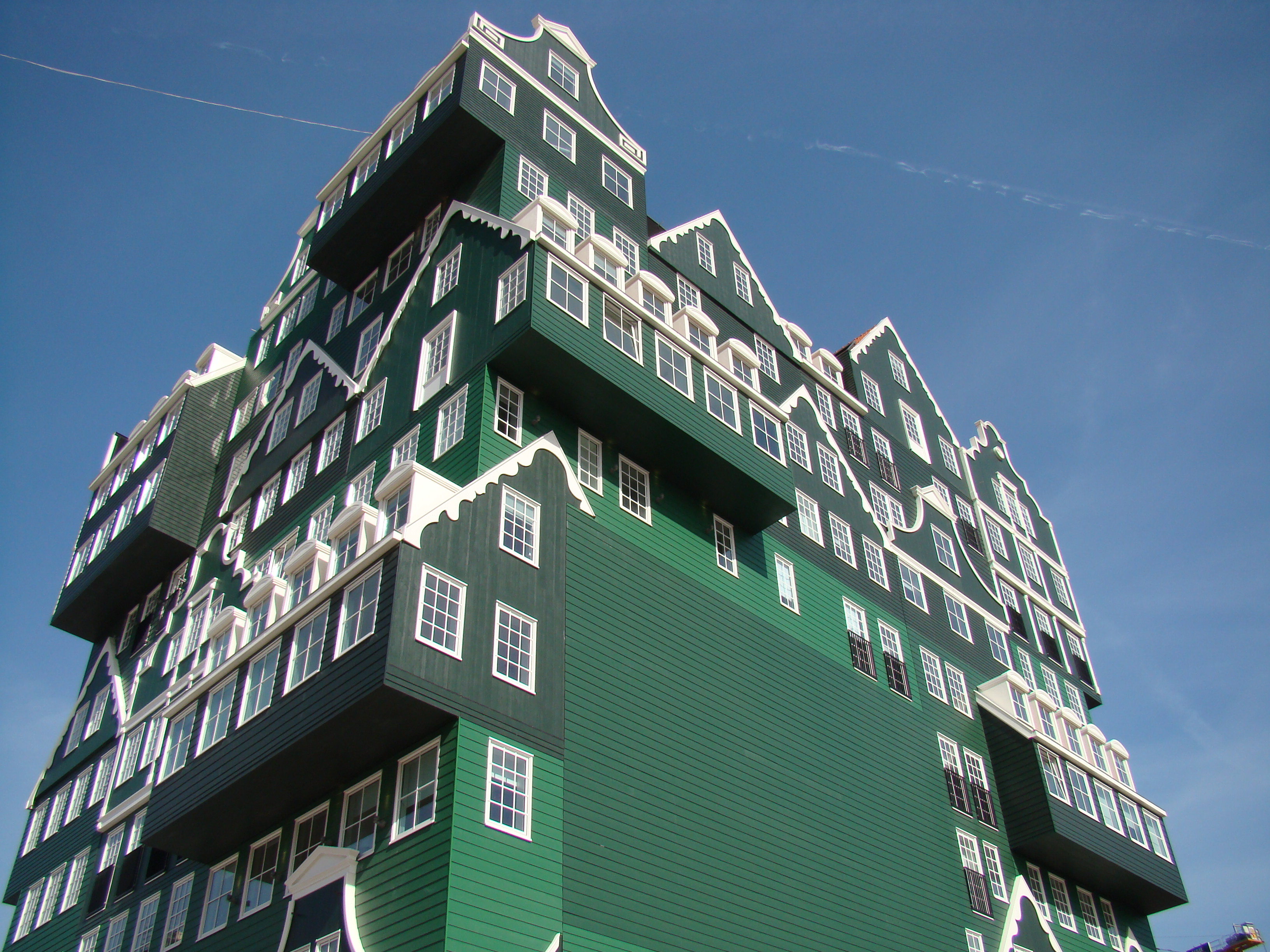
Inntel Hotel

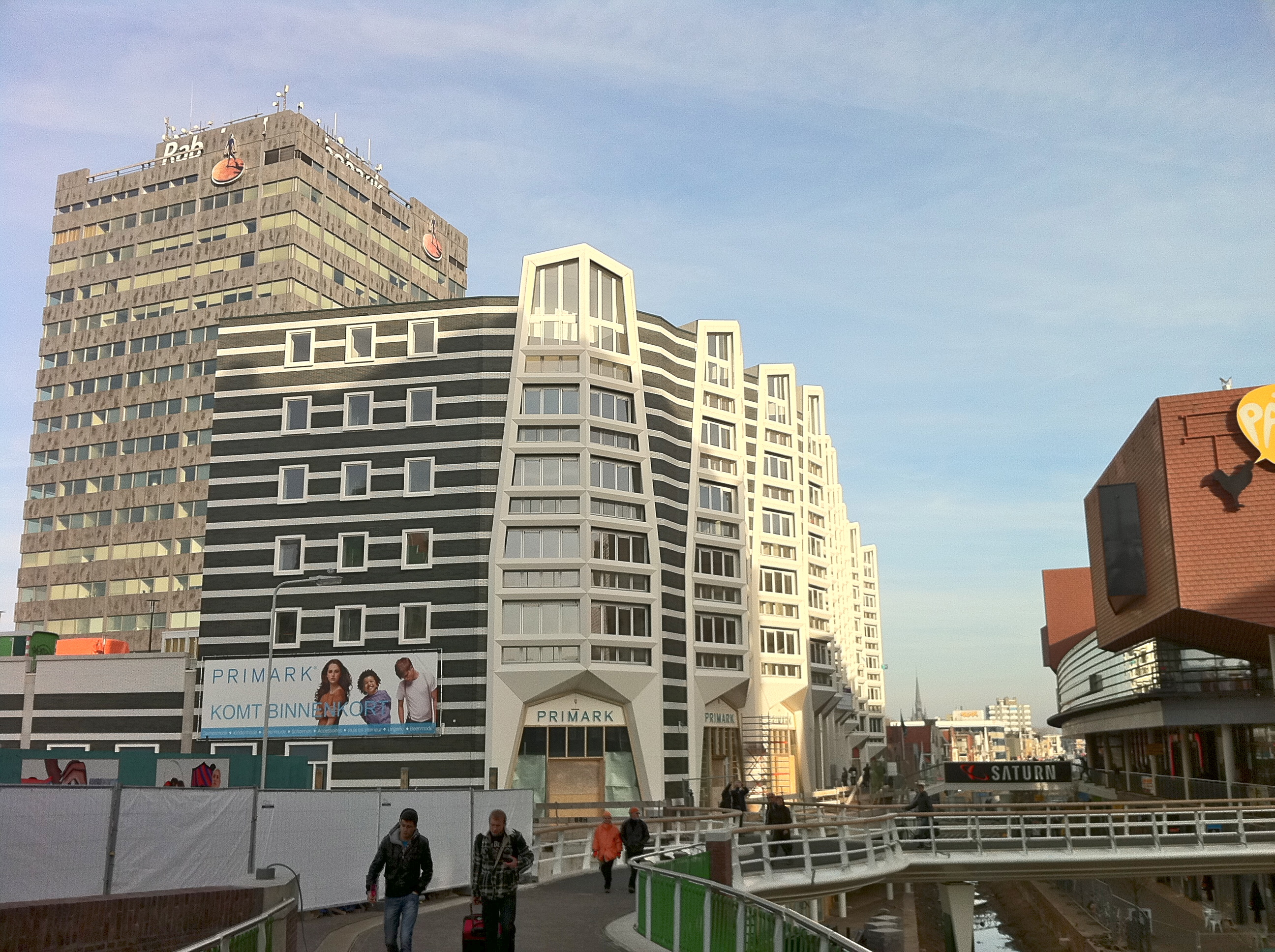
Op de achtergrond de Saentoren, daarvoor bevindt zich de voorbouw van het Saentoren

- Stadhuis van Zaanstad - Het nieuwe stadhuis van de gemeente Zaanstad, ter vervanging van de Bannehof in Zaandijk, staat aan het Stadhuisplein, direct naast station Zaandam. Het is, evenals de rest van de gebouwen, in een typische moderne Zaanse stijl ontworpen. Onder het stadhuis bevindt zich het busstation. Op 25 januari 2012 werd het stadhuis officieel geopend door burgemeester Geke Faber en mr. Pieter van Vollenhoven[1]. Het nieuwe stadhuis heeft de Parteon Architectuurprijs gewonnen.[2] Het Stadhuisplein is via een passage De Buiging over de Provincialeweg verbonden met het Ankersmidplein en het station.
- Inntel Hotel - Dit hotel boven en aan de Provincialeweg en aan het Ankersmidplein heeft 160 kamers en diverse recreatiemogelijkheden[3]. Het hotel is een ontwerp van Wilfried van Winden en is een compositie van diverse Zaanse huisjes die zijn gestapeld en samengebracht tot één groot gebouw. De oplevering was in maart 2010. Naast het hotel is een kunstmatige waterval.
- Het Ankersmidplein wordt ook wel de De Buiging genoemd, wegens gekromde voetgangersbruggen. Er is een westelijk deel op verhoogd niveau, en een oostelijk deel, dat is voorzien van een gracht en zowel aan de noordzijde als aan een deel van de zuidzijde ook een verhoogd niveau heeft, met een brug die de beide zijden op dit niveau verbindt. Het verhoogde deel aan de noordzijde daalt verder naar het oosten (de lage straat loopt hier niet door). Het westelijke deel is via de gekromde bruggen verbonden met de verhoogde niveaus van het oostelijke deel, en via roltrappen (naast de waterval) ook verbonden met het lage niveau aan de noordzijde, waar een brug schuin over de gracht is met aan beide zijden een lange bank. Hier is aan de noordzijde onder meer een vestiging van Primark.
- De Buiging wordt boven het spoor doorgetrokken naar Zaandam Nieuw West. NS Stations gaat boven het spoor stationsgerelateerde winkels ontwikkelen. Aan de westzijde van het spoor heet de Buiging de Slinger. Deze eindigt iets voorbij de Houtveldweg.
- Hermitage Shopping Zaandam - Dit project aan de zuidzijde van het oostelijke deel van het Ankersmitplein bevat een woontoren van ruim 65 meter met 113 woningen/appartementen, een Pathé-bioscoop met zes zalen en 1177 stoelen[4], ongeveer 10.000m² aan winkelruimte met onder andere een vestiging van Albert Heijn en een ondergrondse parkeergarage voor ruim 900 à 1000 auto's[5].
- Herinrichting van de Gedempte Gracht - Om het winkelgebied overzichtelijker te maken en de sfeer te verbeteren is de in 1858 gedempte sloot weer ontgraven. Daarnaast hebben winkeliers de schreeuwerige gevelreclame aan moeten passen voor een mooier gezicht.
- Noordschebos - Dit project dat naast het Rustenburg ligt, zal 221 woningen en ongeveer 2.300m² aan winkelruimte gaan bevatten. Ook zijn er plannen voor De Kop van Noordschebos, dit deel zal twee winkellagen bevatten (1.600m²) en 46 woningen[6].
- Voorbouw Saentoren - Uitbreiding voor de huidige Saentoren in de vorm van voorbouw met 54 appartementen en ruim 6.700m² aan winkelruimte. De oplevering was in 2011.
- Figaro - Dit project was oorspronkelijk bedoeld voor wonen en werken. Nu verrijst op deze plaats een cultuurcluster waarin meerdere Zaanse cultuurcentra onderdak vinden, en verder vergaderruimte.
- Murano - Dit is een woonplan in Westerwatering. Het bestaat uit 9 appartementencomplexen met in totaal 283 woningen[7]. De oplevering van de laatste fase was in 2013.
- Aurum - Woonproject in Westerwatering, bestaande uit 4 gebouwen met in totaal 243 woningen. De oplevering was in 2011.
- Zaanse Strip - Woningbouwproject in Westerwatering, met over 5 woongebouwen verspreid in totaal 254 appartementen, 150 m² bedrijfsruimte en een parkeergarage. De eerste twee gebouwen met 101 appartementen zijn in 2013 opgeleverd.[8]

Nieuwe projecten, met name woningen en sociale voorzieningen, staan nog op stapel in de deelgebieden Westerwatering en Overtuinen.

Afbeeldingen
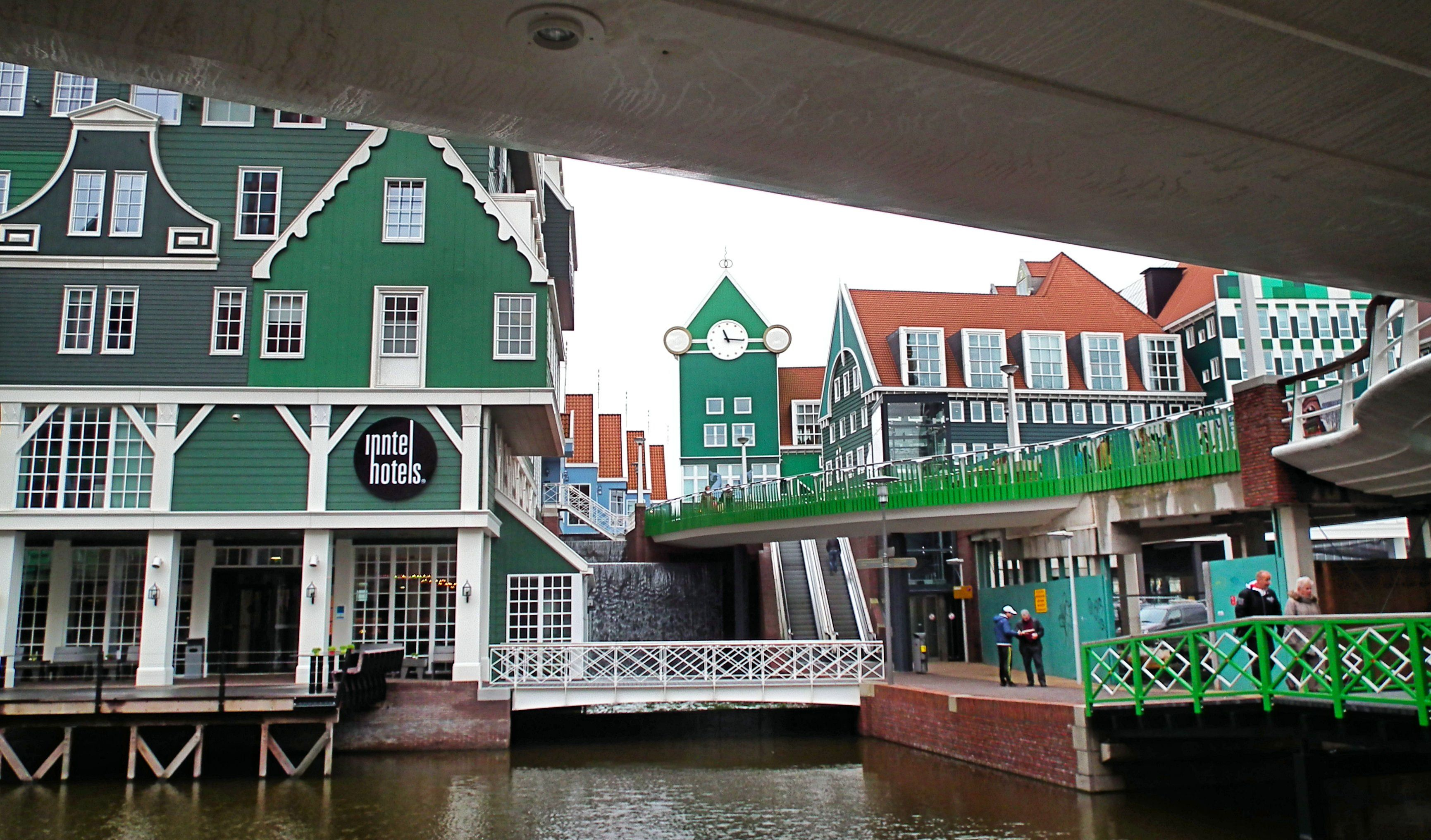
Kunstmatige waterval naast het hotel
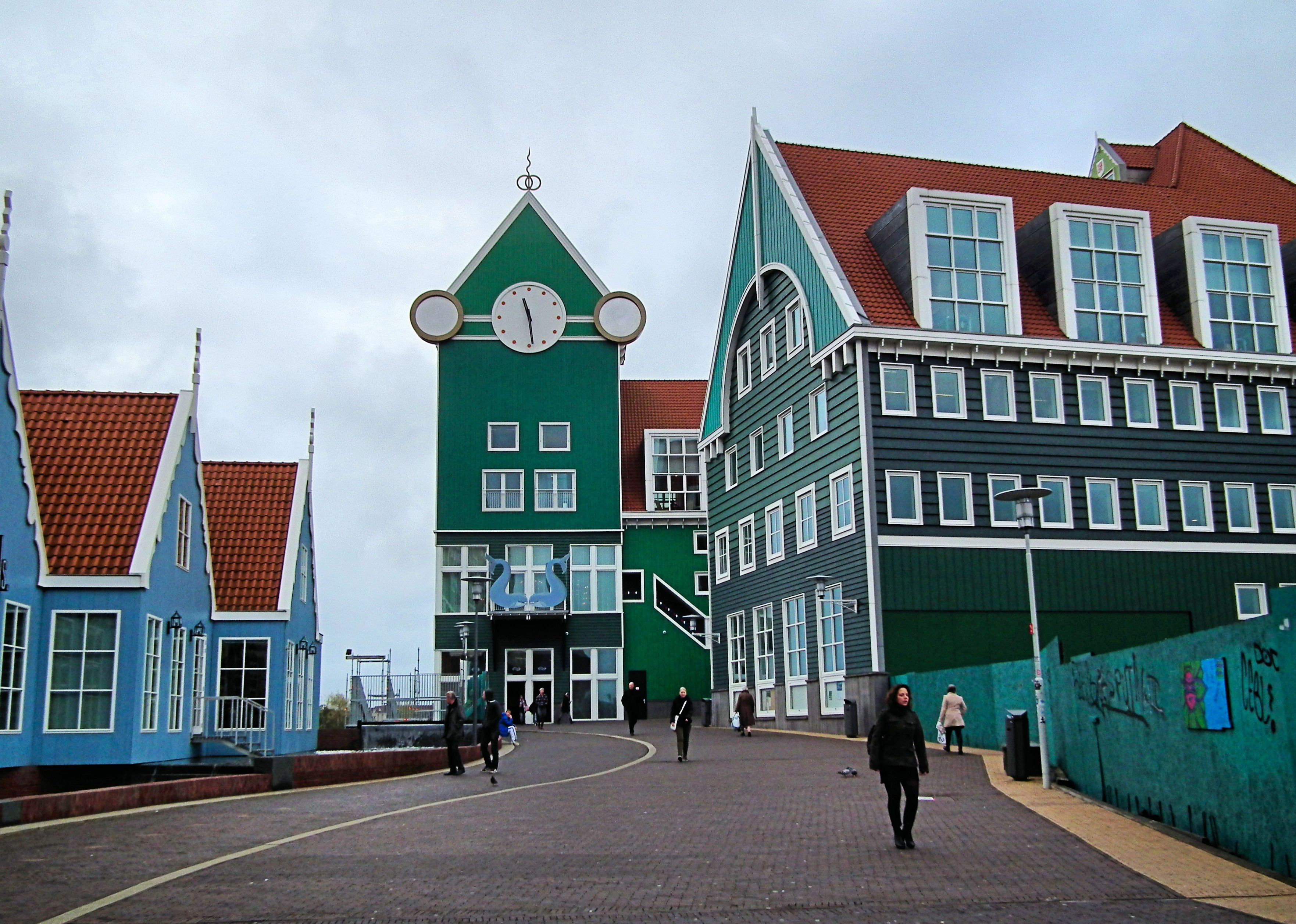
Tegenover het stadhuis
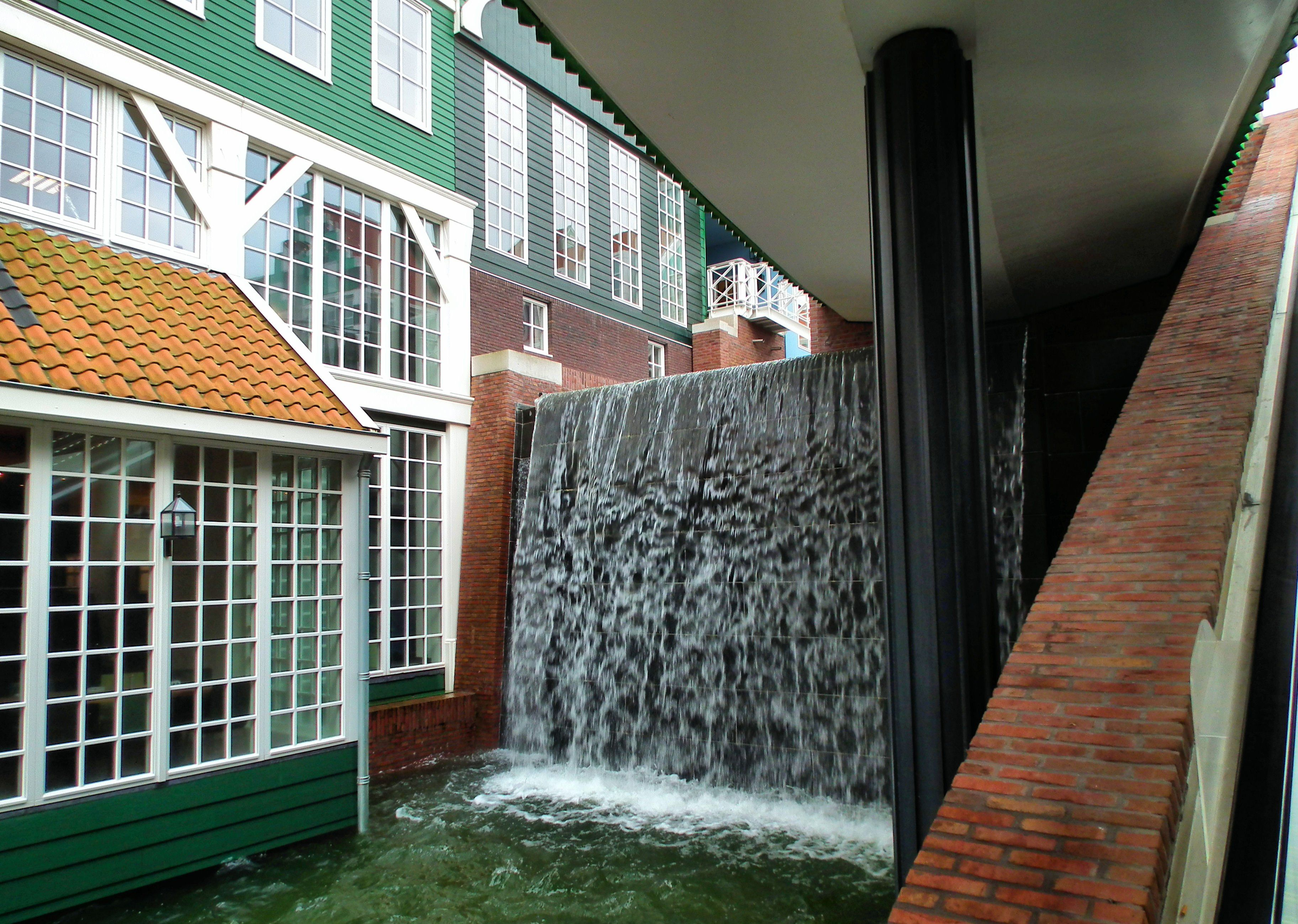
Kunstmatige waterval
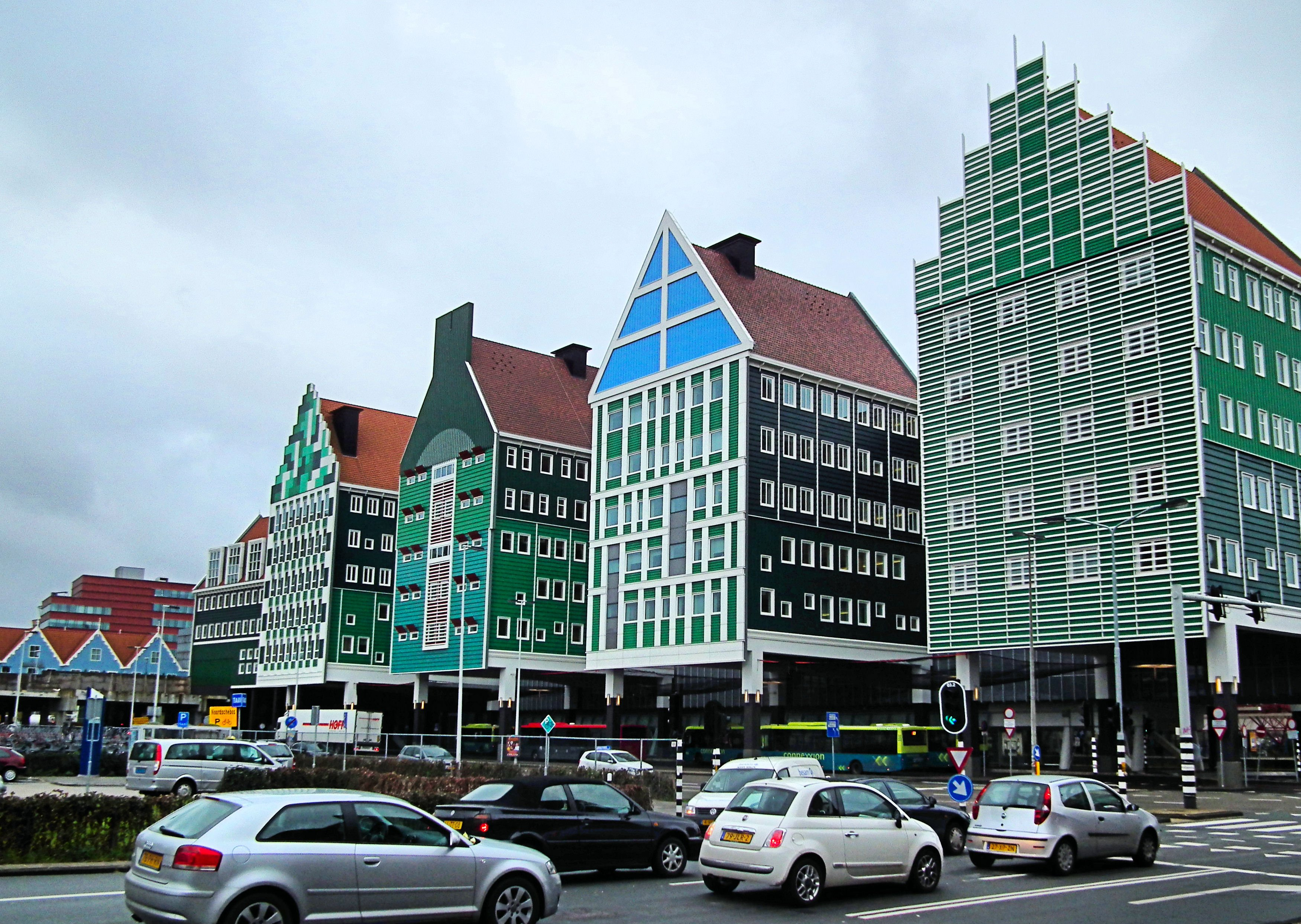
Stadhuis
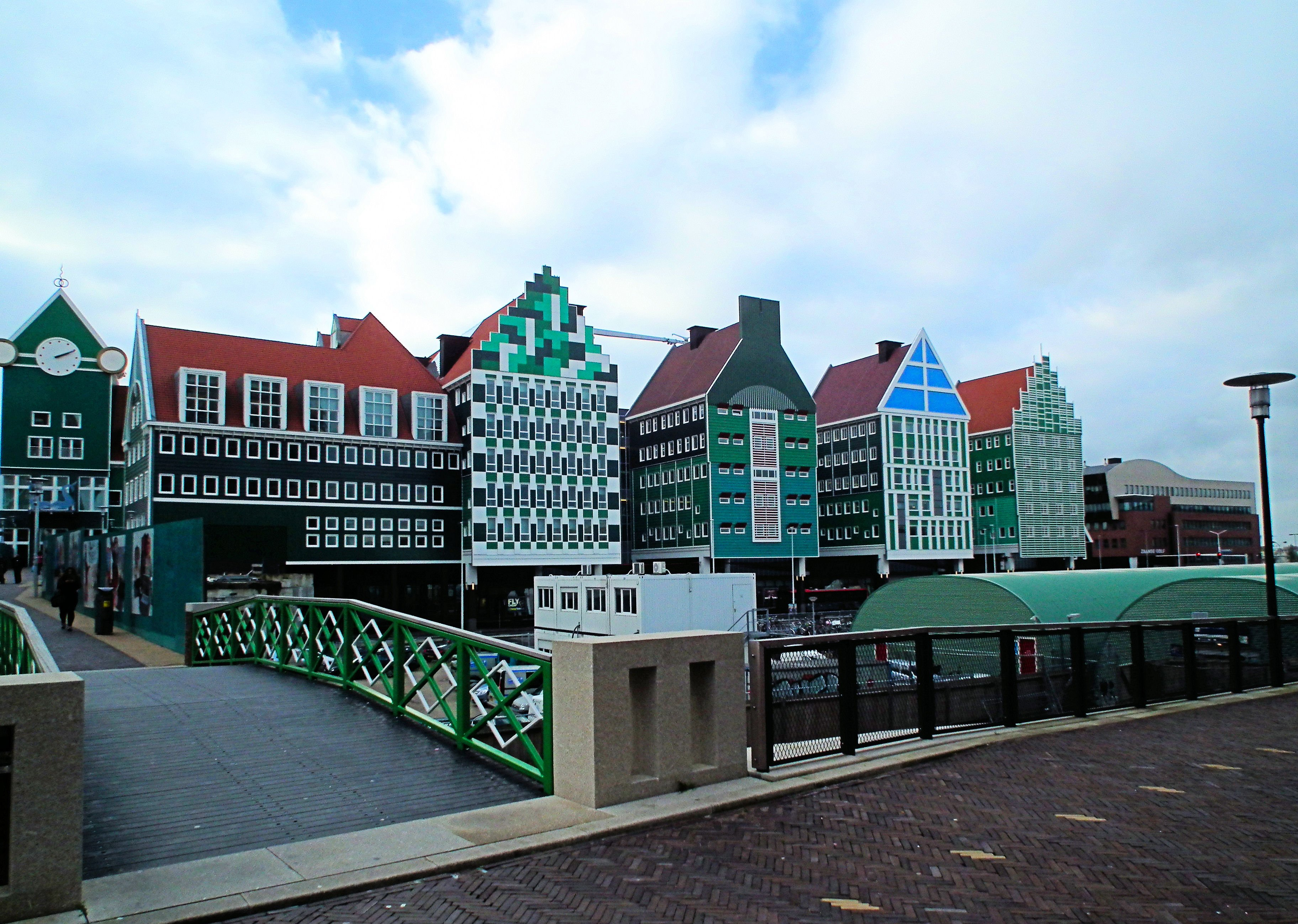
Stadhuis
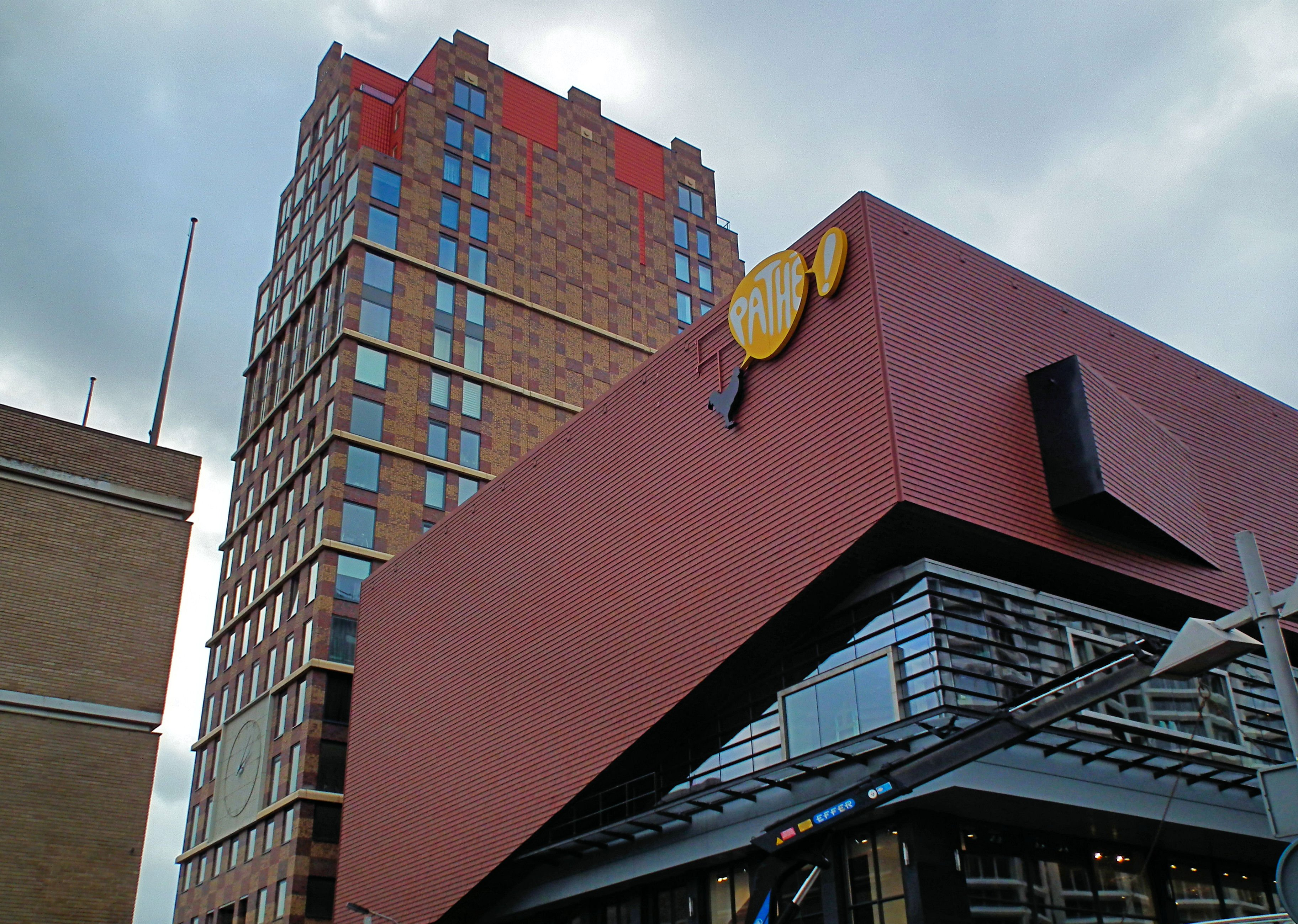
Woontoren met daarnaast de Pathé-bioscoop